# Cementerio Central de Bogotá
El cementerio central de Bogotá es el cementerio más antiguo y reputado en la ciudad de Bogotá, capital de Colombia. Fue construido por Pío Domínguez y Nicolás León, según los planos de Domingo Esquiaqui y puesto en servicio en 1836 por el gobernador Rufino Cuervo, bajo la presidencia de Francisco de Paula Santander. La portada fue obra de Julián Lombana en 1905, algunos de los mausoleos han sido construidos por reconocidos escultores como Pietro Tenerani y Césare Sighinolfi. El cementerio se encuentra ubicado en el barrio Santa Fe, en la localidad de Los Mártires, frente a la avenida El Dorado con carrera 20. Por su significado histórico, valor arquitectónico y cultural fue declarado monumento nacional por el decreto 2390 del 26 de septiembre de 1984.

## Historia
En todas las colonias españolas, los ciudadanos conservaron hasta el siglo XIX la costumbre de enterrar a los muertos en las iglesias. La primera iniciativa para la construcción de cementerios en las afueras de las ciudades fue la ley primera de 1787 emitida por el rey Carlos III, aunque esta no fue acogida sino hasta mucho tiempo después.

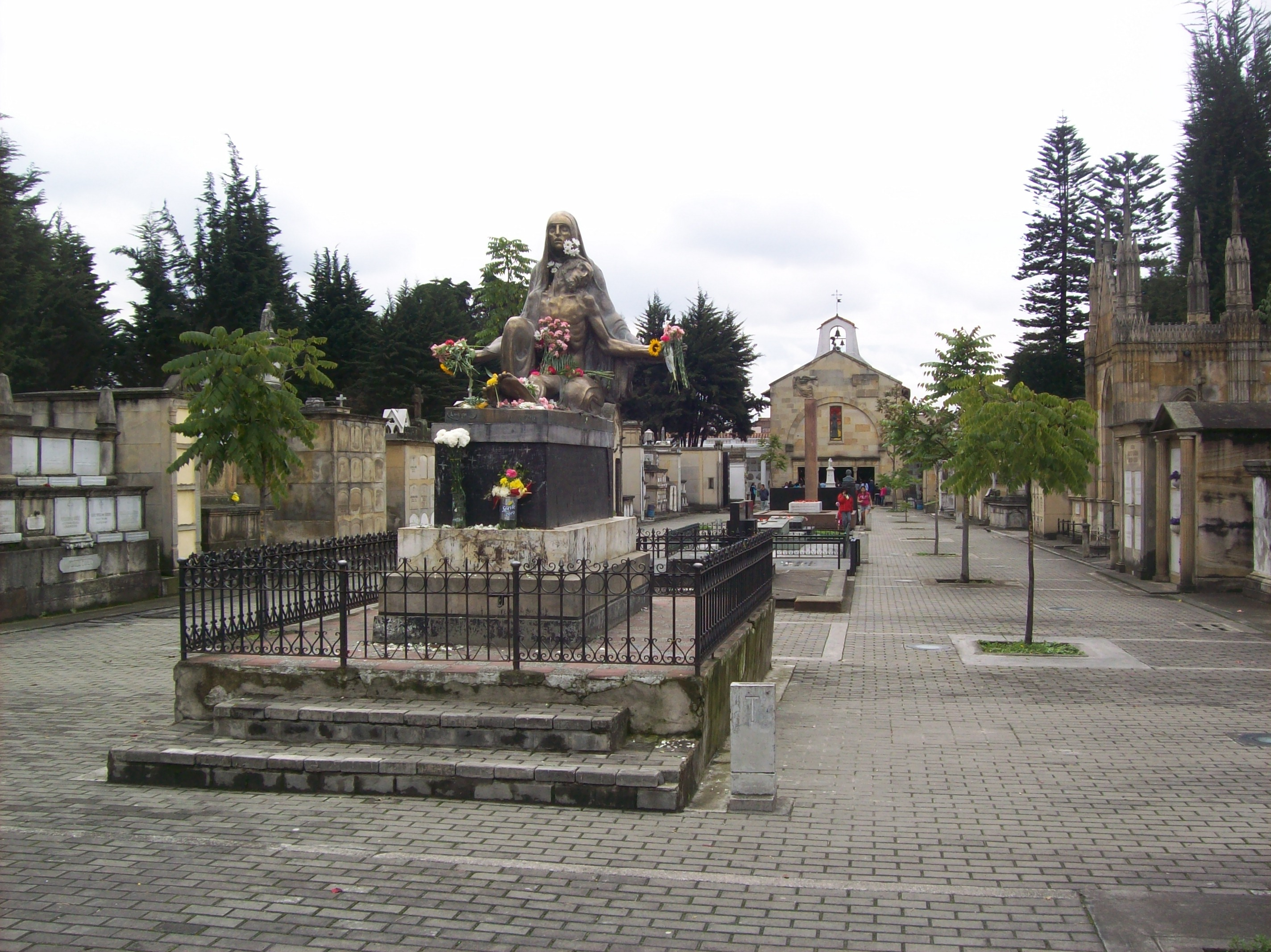
Callejón de los expresidentes de Colombia.

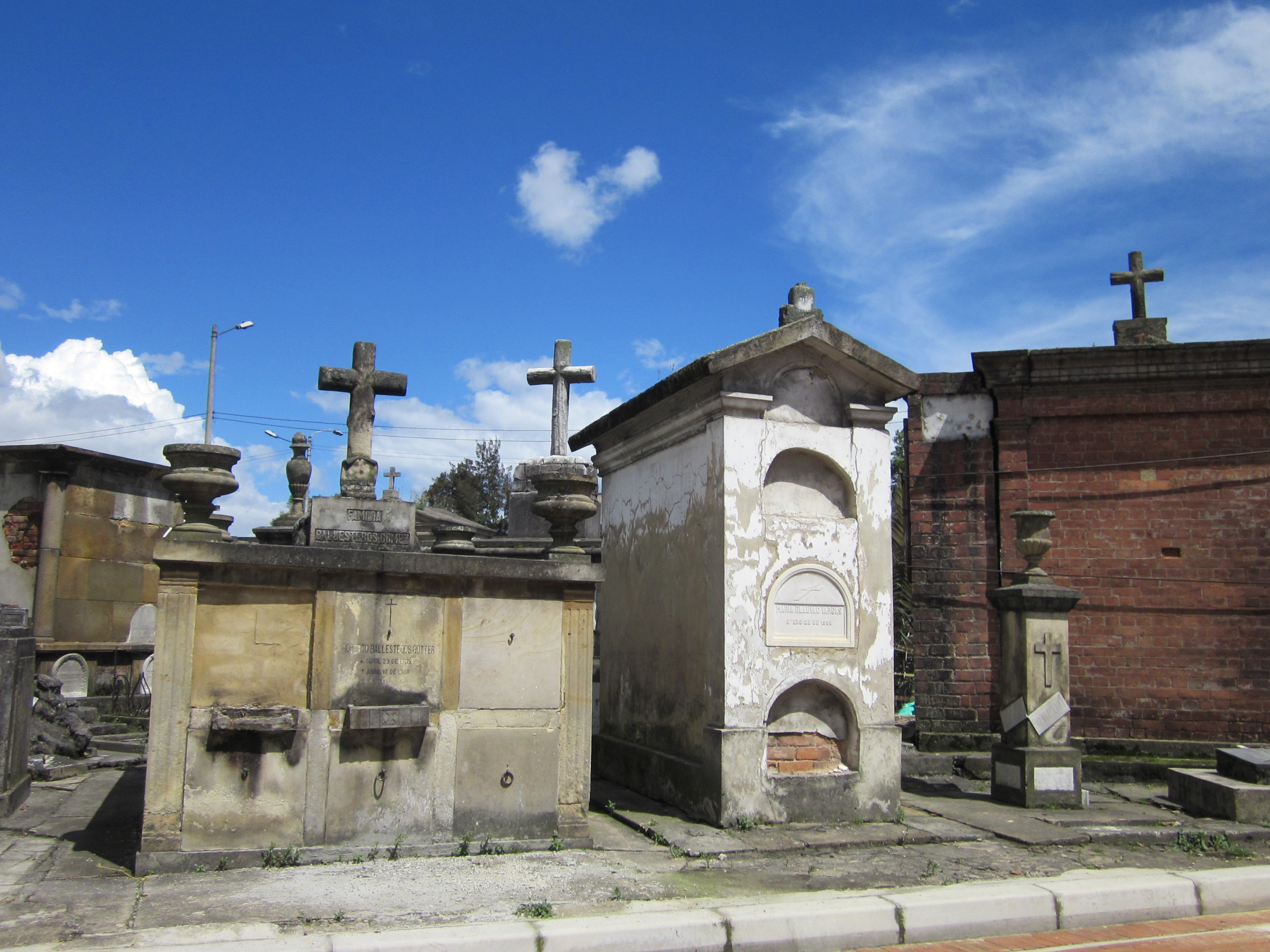
Criptas.

El Cementerio Central fue proyectado inicialmente por solicitud emitida el 11 de abril de 1791 por el virrey José Manuel de Ezpeleta y reiterada en 1804, con los planos elaborados por el ingeniero y militar español Domingo Esquiaqui, quien llegó a Bogotá para ayudar a la reconstrucción de la ciudad después del terremoto de 1785. Sin embargo, este no se comenzó a construir sino hasta 1832. Previo a la construcción de este cementerio, el hospital San Juan de Dios tuvo a su cargo el cementerio "La Pepita", puesto en servicio en 1793 por el Arzobispo de Bogotá, pero por su connotación pública generó rechazo en la clase alta de la ciudad.
El alcalde ordinario de segunda nominación Buenaventura Ahumada Gutiérrez solicitó al Cabildo en 1822 la disposición de un terreno para la construcción del cementerio. Buenaventura Ahumada, quien era jefe político con funciones de policía en la ciudad, fue el primer ciudadano enterrado en el Cementerio Central. Finalmente el 15 de octubre de 1827 Simón Bolívar firmó un decreto en el cual prohibía los entierros en los templos de la ciudad y la construcción de un cementerio, este decreto fue ratificado por el intendente de Cundinamarca Pedro Alcántara Herrán. 
El cementerio fue construido por Pío Domínguez y Nicolás León al lado de las instalaciones de los súbditos ingleses, al costado sur de la vía que conducía a Fontibón. Fue puesto en servicio en 1836 por el gobernador Rufino Cuervo, bajo la presidencia de Francisco de Paula Santander e inicialmente se le llamó Cementerio Universal. No obstante, el cementerio ya se venía utilizando como tal desde 1832.
La capilla del Cementerio se construyó en 1839, financiada por el arzobispo Fernando Caicedo y Flórez. En 1856 el cementerio pasa de manos del gobierno a ser administrado por la Iglesia católica, pero solo seis años más tarde regresa a manos de la autoridad civil y poco después pasa a ser administrado por una Junta Especial. En 1888 se construye la galería exterior y entre 1904 y 1905 se le solicitó al arquitecto bogotano Julián Lombana la elaboración de una portada que reemplazara la original, la cual fue adornada por una estatua del dios del tiempo Cronos que tiene a su lado derecho un reloj de arena y al izquierdo una guadaña. La estatua fue modelada y vaciada en cemento por el escultor suizo Colombo Ramelli.

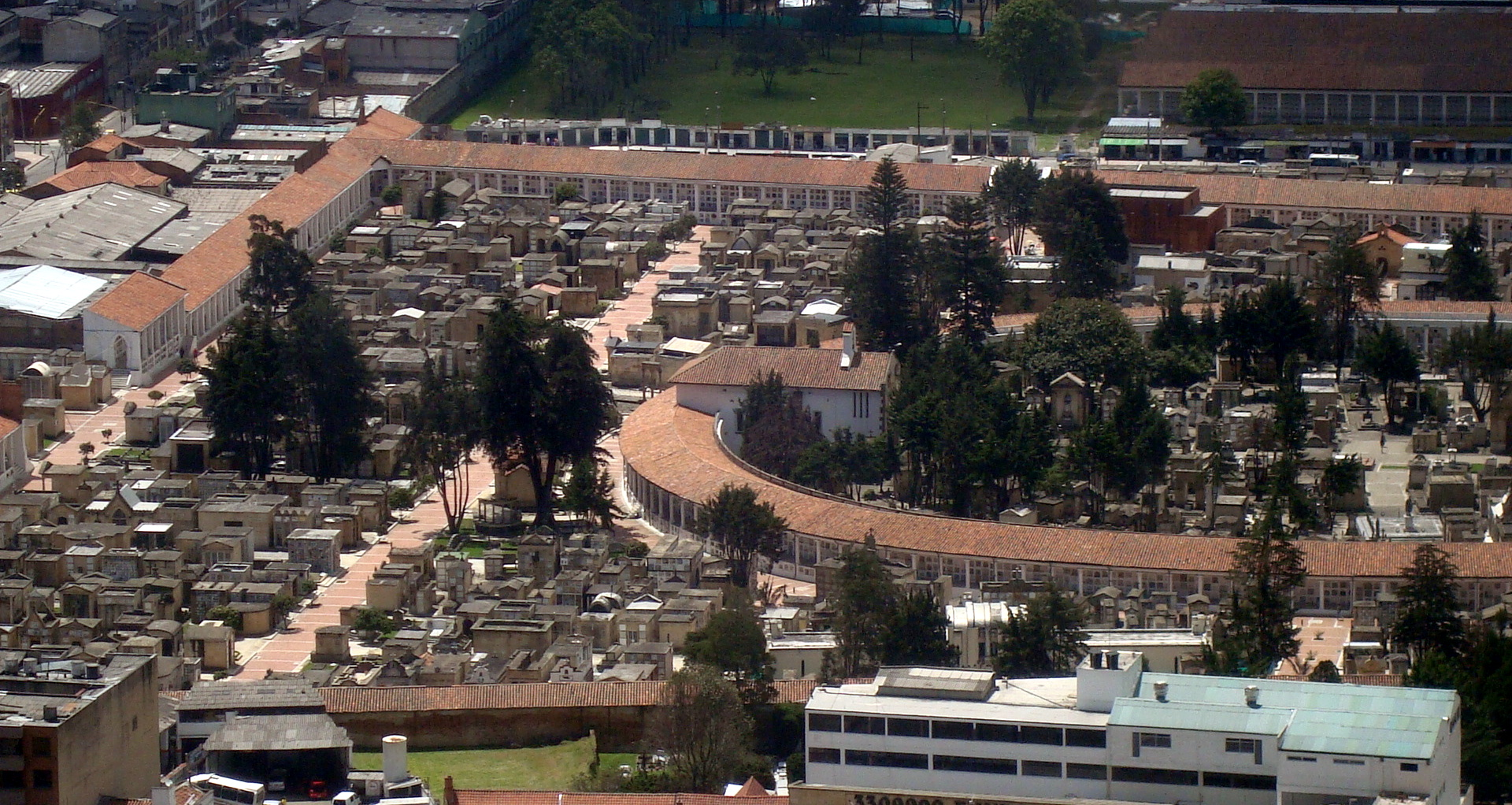
Panorámica.

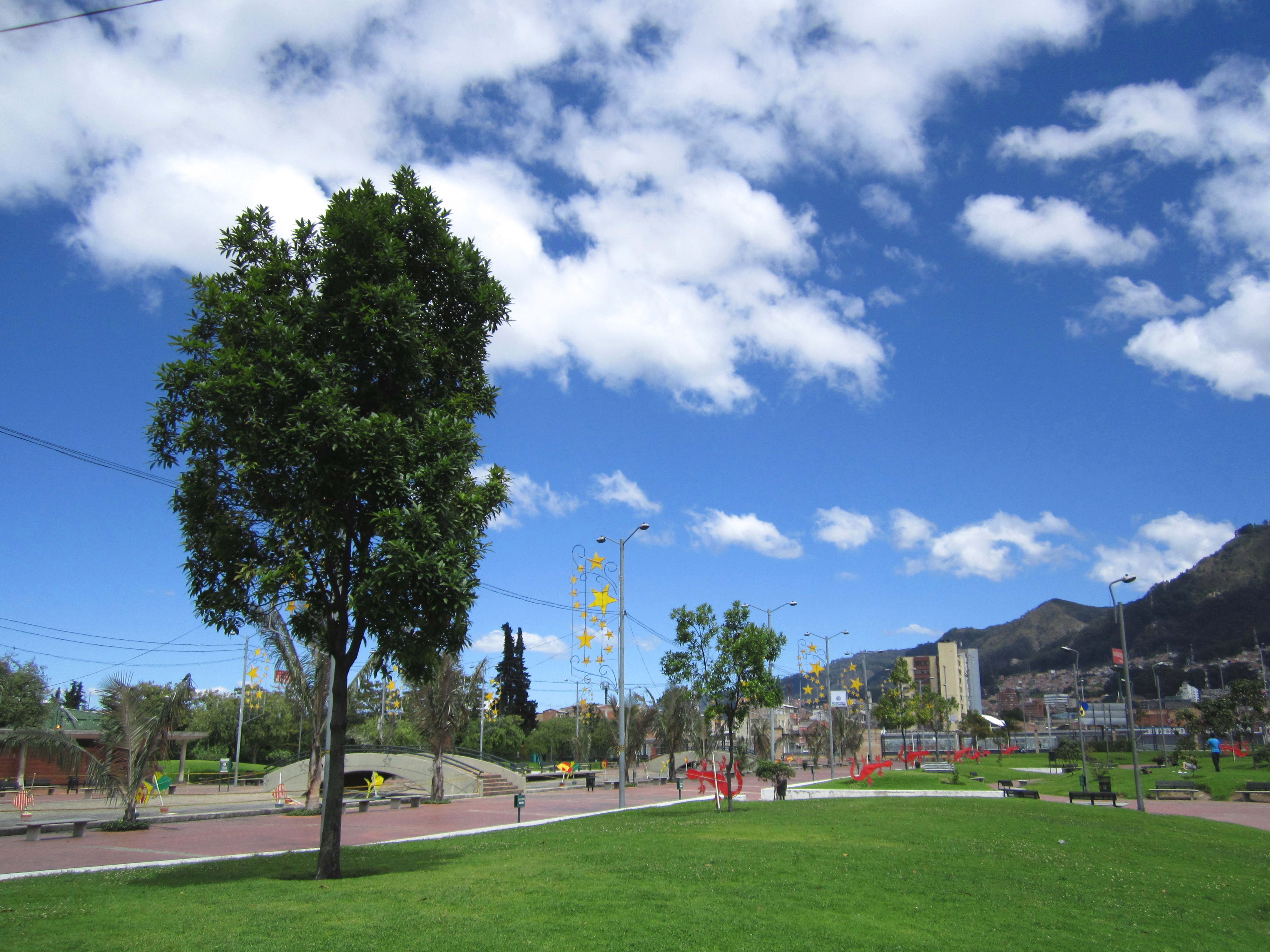
Parque El Renacimiento.

El 9 de abril de 1948 en el cementerio se recibieron los cuerpos de cientos de personas que fallecieron durante El Bogotazo, los cuales fueron enterrados en la zona del actual Parque El Renacimiento. Entre 1948 y 1956 se construyeron cuatro bóvedas en el sector occidental del cementerio y con la construcción de las carreras 19 y 19B para el paso del Trolebús, se conformaron los tres globos que conforman el conjunto. La resolución 003 del 12 de marzo de 1982 propuso al Cementerio Central como Monumento Nacional de Colombia y en 1984 recibió este título a través del decreto 2390 del 26 de septiembre de 1984.
En 2000 se construyó el parque El Renacimiento en el globo C del cementerio, como un escenario recreativo para la ciudad. En 2007 la responsabilidad de la administración del cementerio fue asignada por el Distrito Capital a la Unidad Administrativa Especial de Servicios Públicos (UAESP), a través del Decreto 557 del 27 de noviembre de 2007. Recientemente en el sector del cementerio se adelantaron las obras de construcción de la troncal de TransMilenio por la Calle 26. La obra en la avenida, que se tenía originalmente programada para mayo de 2011, se finalizó completamente un año después, siendo inaugurada el 29 de junio de 2012. Desde este sistema de transporte se tiene acceso al cementerio a través de la Estación Centro Memoria y se espera que también tenga acceso a través de la futura Estación Central.

## Descripción

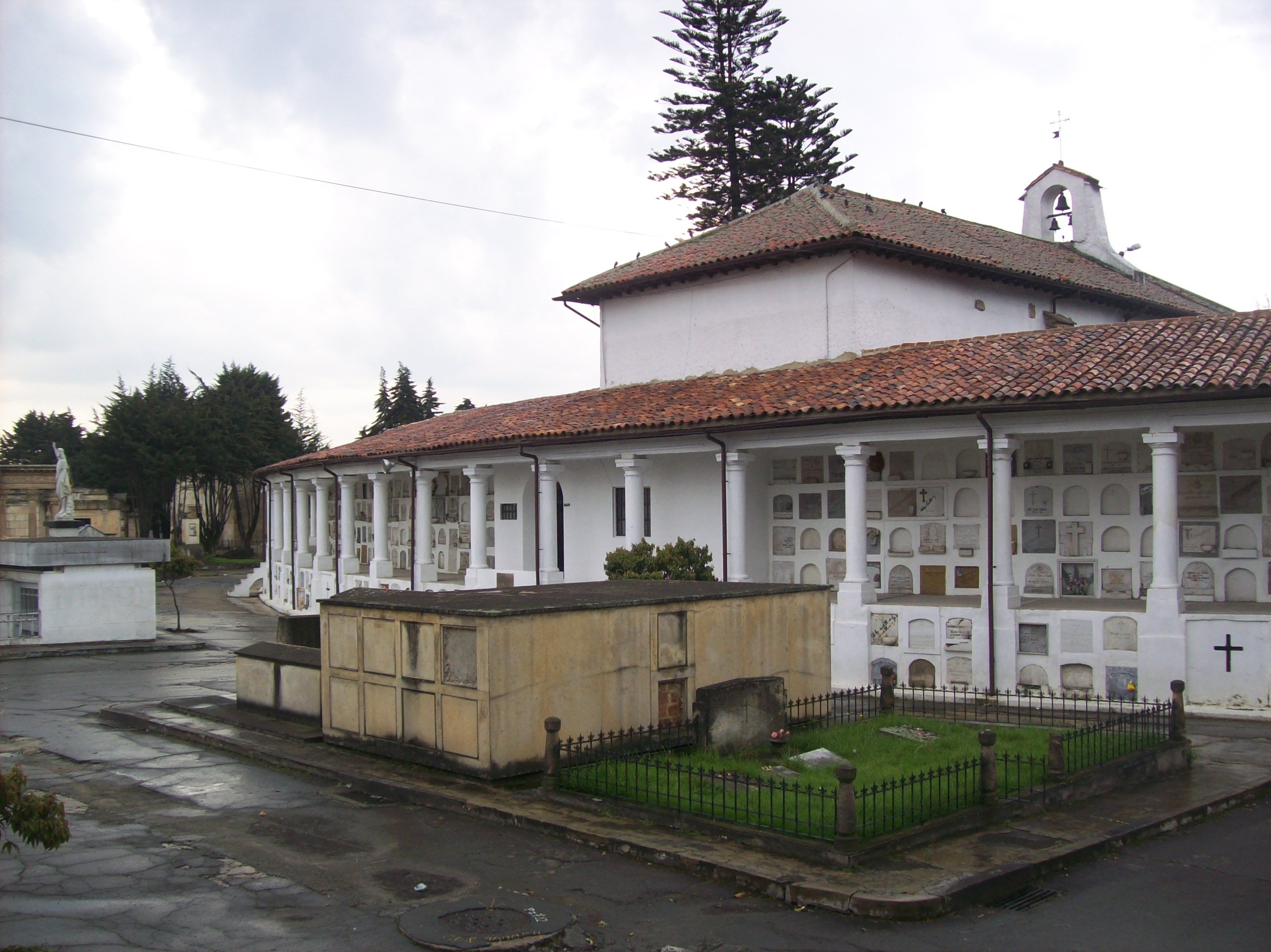
Bóvedas del sector Trapecio.

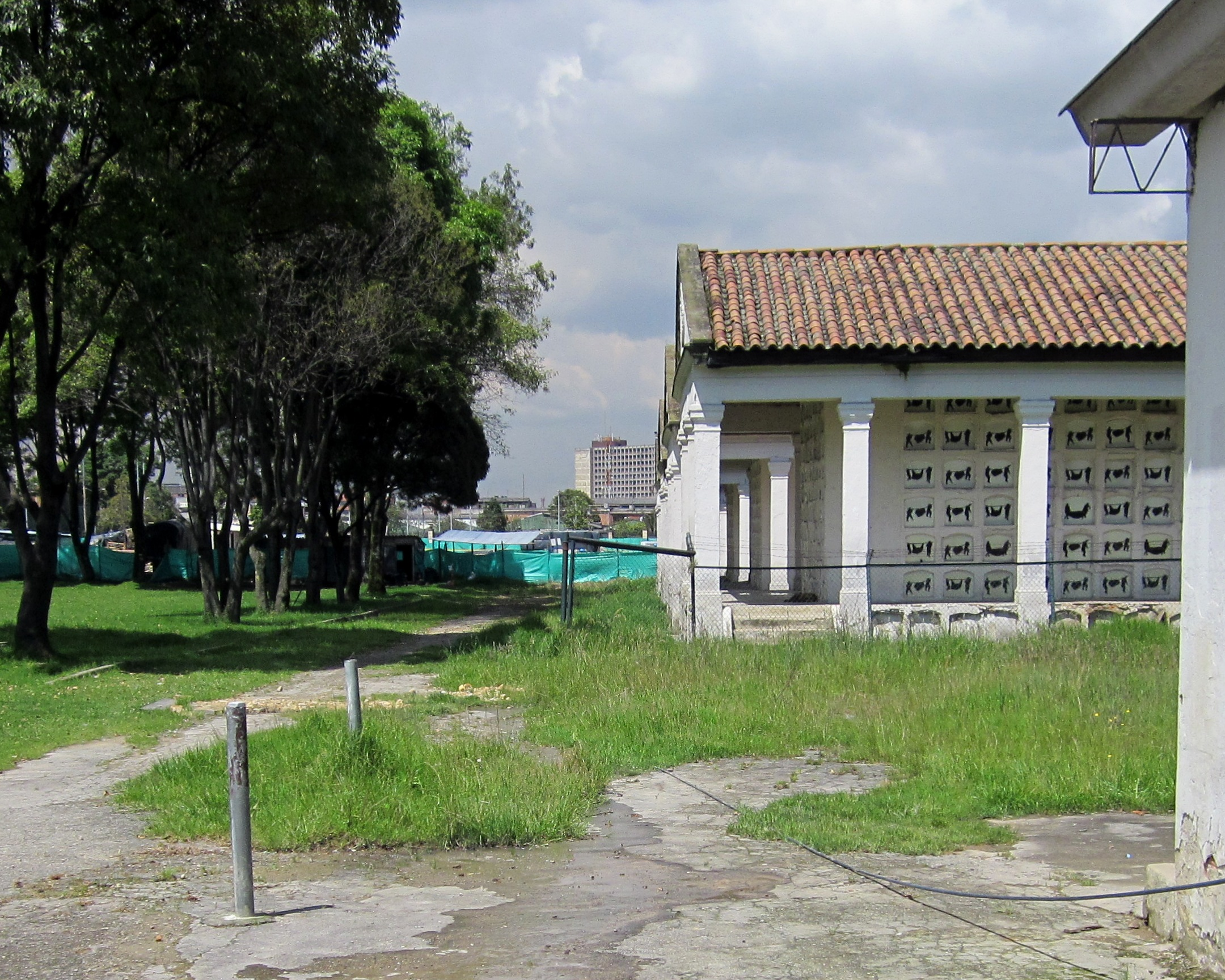
Zona occidental del cementerio.

El Cementerio Central está ubicado entre las calles 24 y 26 y desde la transversal 17 hasta la carrera 22, en la localidad de Los Mártires de Bogotá. El cementerio se construyó contiguo a las instalaciones de la Legión británica que apoyó la independencia, otorgadas en 1829 y que posteriormente se destinaron al cementerio de los súbditos ingleses.
El conjunto se divide en tres zonas, denominadas globos e identificadas con letras de la siguiente manera: el globo A constituye el sector antiguo del cementerio, el globo B es el sector en donde se encuentran las bóvedas y el globo C eran fosas comunes para muertos N.N. y actualmente es el Parque El Renacimiento. La transversal 20 y la carrera 22 se encuentran en medio de los tres globos que conforman el cementerio.

### Globo A
El globo A tiene una elipse de bóvedas que fueron los límites originales del cementerio y que en 1878 se adaptaron al trazado de damero de la ciudad, dividiéndolo en dos partes: la elipse interior y el trapecio externo. En este sector hay tumbas tanto en mausoleos como en bóvedas ubicadas en la elipse y en los muros externos a dos o tres niveles. 
En el acceso a la elipse interior se encuentra la portada diseñada por Julián Lombana en 1904, la cual tiene 10 metros de altura, tiene un arco que se encuentra enmarcado en dos pilastras de orden toscano, sostienen un frontón con la inscripción "Expectamus resurrectionem mortuorum" ("Esperamos la resurrección de los muertos") y está coronado con una estatua del dios Cronos elaborada por Colombo Ramelli en 1906, el cual apoya en su brazo derecho un reloj de arena en actitud de espera representando la caída del tiempo y en su mano izquierda una guadaña, herramienta de la cosecha que simboliza la muerte.
Al ingresar se camina por el camellón central o pasillo de los expresidentes, encontrando inicialmente una escultura en bronce que representa a La Piedad, elaborada por el escultor Ermenegildo Luppi en Roma en 1928. Esta escultura fue elaborada por solicitud familiar en memoria de José Ignacio Lago Álvarez, un joven colombiano que murió ahogado en la ciudad de Hamburgo en ese mismo año y fue donada posteriormente al cementerio para ubicarla en su alameda principal. 
Al finalizar el callejón se encuentra la Capilla Central del cementerio y el cenotafio en honor del fundador de la ciudad Gonzalo Jiménez de Quesada, ubicado en el lugar en donde estuvieron sus restos hasta 1938, cuando se trasladaron a la Catedral. Hacia los costados oriental y occidental, la elipse contiene otros doce pasillos internos que la dividen en 17 zonas de mausoleos y el trapecio se subdivide en cuatro zonas, debidamente separadas por calles.

### Globo B

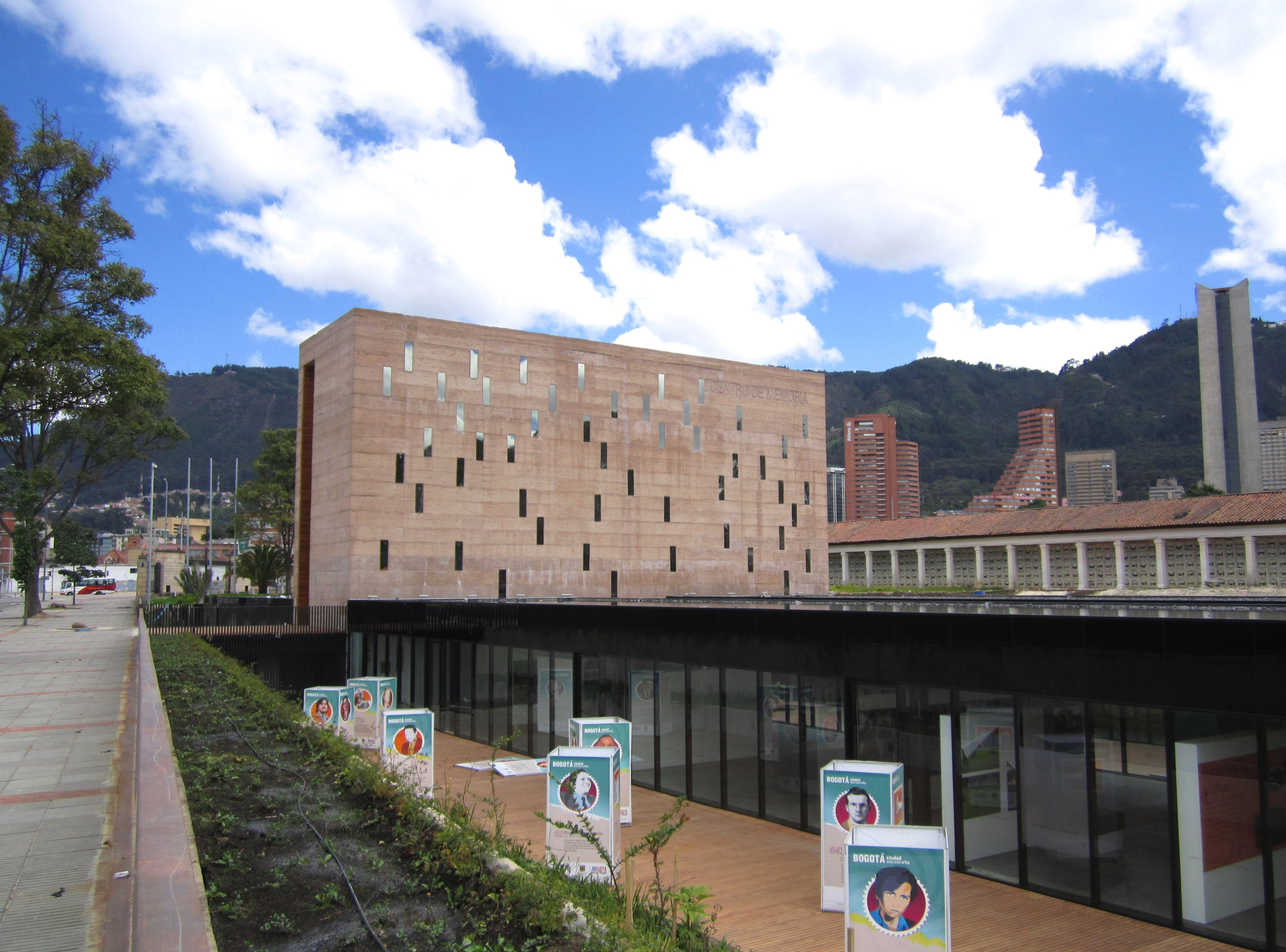
El Centro de Memoria, Paz y Reconciliación.

En el globo B, ubicado al lado occidental del sector principal se destacan las cuatro bóvedas que se identifican como San Joaquín, San Juan, San Jerónimo y San Javier. Este globo se conoció también como el cementerio de los pobres y en él se destinó un sector para la construcción del "Parque de la Reconciliación" por parte del distrito capital.
En él se inauguró el Centro de Memoria, Paz y Reconciliación el 6 de diciembre de 2012, el cual posee un monumento conformado por un monolito de tres pisos con cien ventanas en su fachada, un auditorio con capacidad para 310 personas, una gran sala de exposiciones y diferentes aulas múltiples. Finalmente el globo C se construyó el 9 de abril de 1948 con los acontecimientos de El Bogotazo como fosas comunes para muertos N.N. y desde el 2000 se construyó en este globo el Parque El Renacimiento, en donde se destaca una escultura de bronce donada por Fernando Botero llamada 'Hombre a caballo'.

### Cementerios alemán y británico
El conjunto funerario se complementa con los cementerios británico al costado oriental, y el alemán al costado occidental del Cementerio Central, los cuales representan un patrimonio cultural de la ciudad, por los aportes que han realizado estas comunidades establecidas en el país.

## Personalidades sepultadas en el cementerio

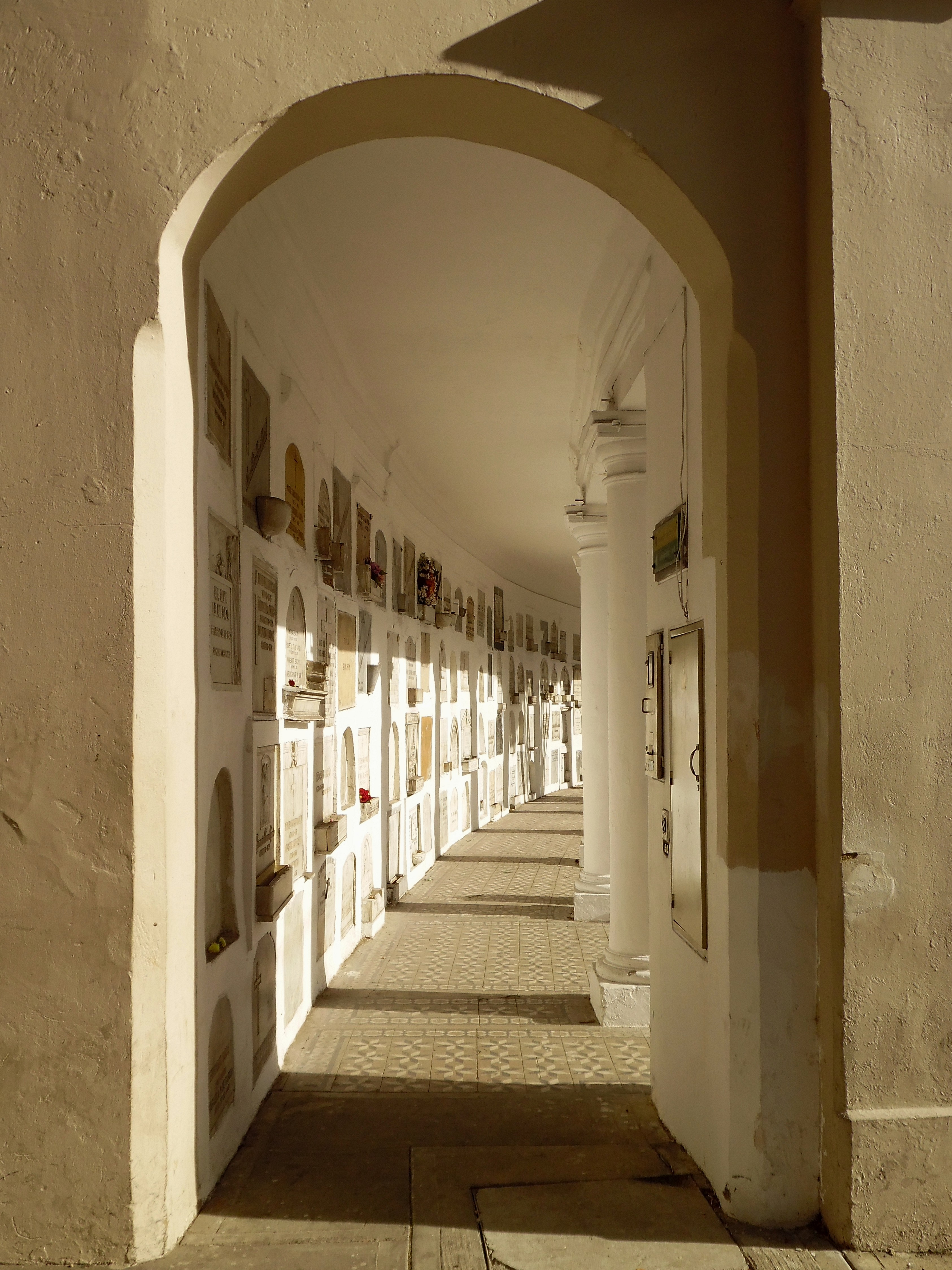
Galerías del cementerio.

## Monumentos destacados
- Cenotafio de Gonzalo Jiménez de Quesada, fundador de Bogotá (su tumba se encuentra en la Catedral Basílica Metropolitana de Bogotá y Primada de Colombia).
- Escultura en bronce de La Piedad, elaborada por el escultor Ermenegildo Luppi en Roma en 1928.
- Panteón del Ejército Nacional de Colombia.
- Panteón de la Policía Nacional de Colombia.
- Panteón del Sindicato de Trabajadores Municipales.
- Capilla del Banco de la República.
- Auras anónimas, obra de Beatriz González del 2009 en los colombarios del globo C.
- Mausoleo de la Federación de Empleados de Bogotá.
- Mausoleo del Círculo de Periodistas de Bogotá.
- Mausoleo de la Asociación Nacional de Técnicos Constructores.
- Mausoleo de la Sociedad de Pensionados Ferroviarios.
- Mausoleo del Sindicato de Trabajadores de la Energía Eléctrica.
- Mausoleo de la Cervecería Bavaria.

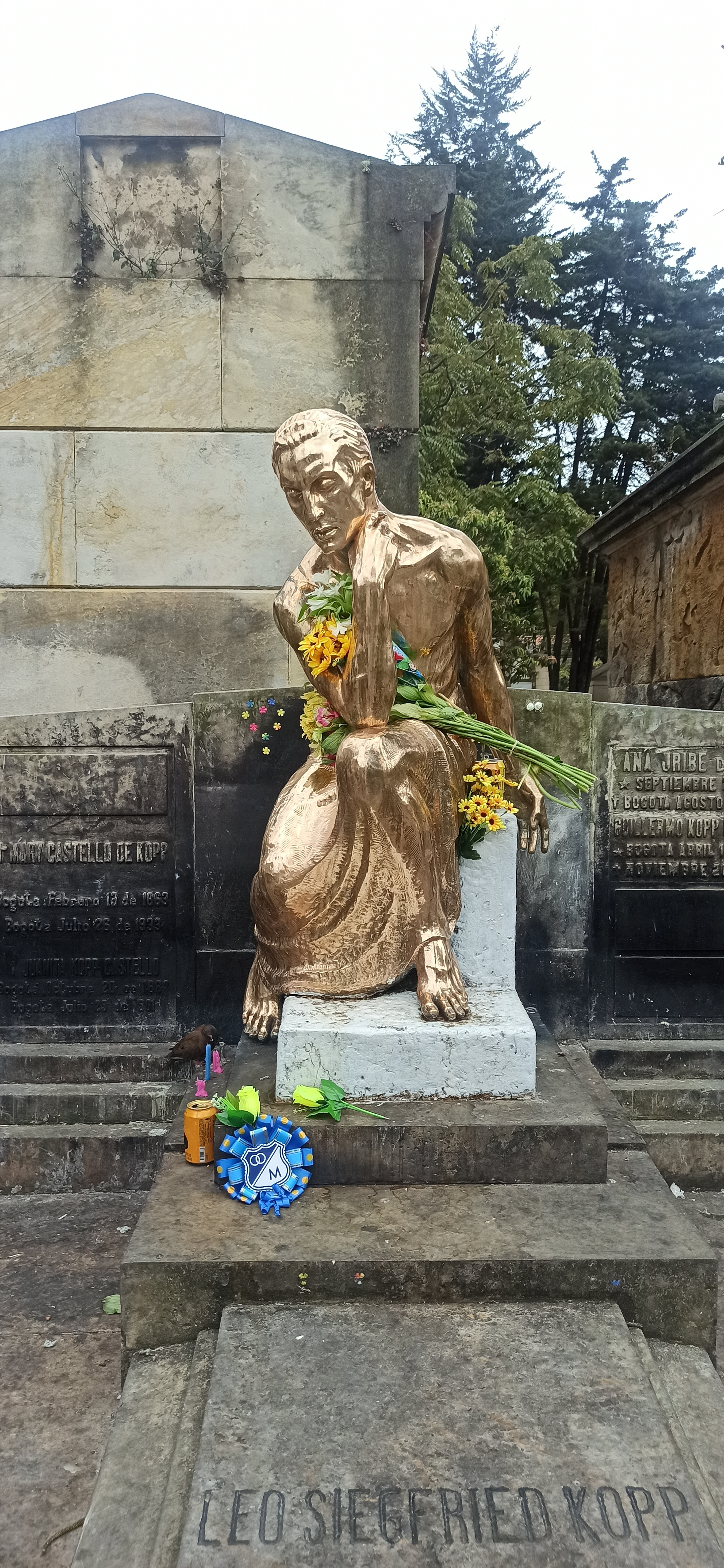
Tumba de Leo Kopp, a cuya estatua se le susurran favores en el oído

### Muertos milagrosos del cementerio
Además de los monumentos previamente destacados, en el Cementerio Central existen tres tumbas a las que la cultura popular ha concedido el título de milagrosas. 
La primera es la de Leo Sigifredo Kopp, un cervecero alemán que fundó en Colombia la cervecería Bavaria. Las personas se acercan a la estatua que adorna la tumba de Kopp para susurrarle sus solicitudes en uno de los oídos; se trata de favores que tienen que ver con salud, trabajo, recuperar algo perdido y familias que están a punto de romperse. La segunda es la de las hermanitas Bodmer. No se sabe cómo murieron estas niñas, pero las personas se les acercan para pedirles favores relacionados con la salud de sus niños y, a cambio, les dejan caramelos y juguetes. El tercero es Julio Garavito, un astrónomo en cuya tumba las personas frotan billetes de 20 mil pesos colombianos para que estos billetes nunca les falten. La razón de esta creencia se debe a que en los antiguos billetes colombianos, en el billete de ese corte, aparecía la cara de este científico.